# Kahak
Kahak (persiska: کهک, کَهَکِ قُم, نُوفِل لُو شاتُو) är en ort i Iran.   Den ligger i provinsen Qom, i den centrala delen av landet, 150 km söder om huvudstaden Teheran. Kahak ligger 1 438 meter över havet och antalet invånare är 2 766.
Terrängen runt Kahak är kuperad åt sydost, men åt nordväst är den platt. Terrängen runt Kahak sluttar norrut.Runt Kahak är det ganska tätbefolkat, med 100 invånare per kvadratkilometer. Kahak är det största samhället i trakten. Trakten runt Kahak består i huvudsak av gräsmarker.